# North West Air Ambulance

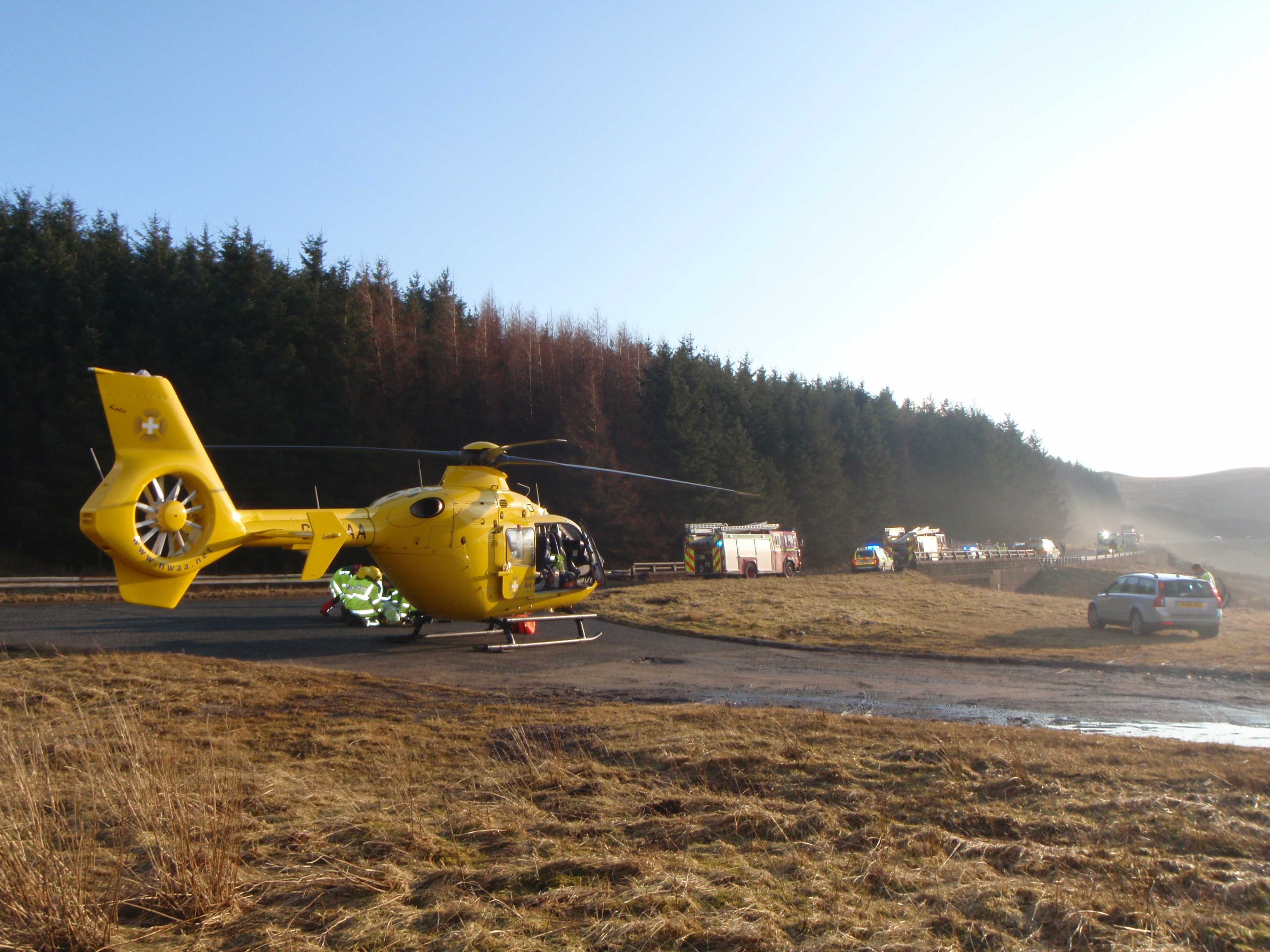
La plupart des incidents traités par la North West Air Ambulance dans le district de Cumbrian Lake utilisent le Furness General Hospital comme hôpital principal.

Le North West Air Ambulance (NWAA) est le service médical d'urgence par hélicoptère qui couvre la région du Nord-Ouest de l'Angleterre, comprenant les comtés de Cheshire, Cumbria, Lancashire, Greater Manchester et Merseyside. Il s'agit d'un organisme de bienfaisance enregistré.

## Historique
L'organisme de bienfaisance existe depuis 1999. Il a été créé avec un seul appareil basé à l'aéroport de Blackpool (en) et a depuis été mis à niveau avec trois Eurocopter EC135, l'un basé sur l'aéroport de Blackpool et les deux autres sur l'aéroport de Barton (en).

## Flotte
Le service utilise trois appareils Eurocopter EC135 exploités par Babcock Mission Critical Services Onshore, qui ont des vitesses de pointe de plus de 240 km/h, pouvant voler 365 jours par an. Les hélicoptères de la flotte peuvent fonctionner selon les règles de vol aux instruments (IFR), dans toutes les conditions météorologiques, de jour comme de nuit. Il s'agit de la même capacité que le Great North Air Ambulance (en) voisin, dont la flotte possède de plus gros aéronefs incapables d'atteindre certains sites utilisés par la NWAA.
- G-NWAA - basé sur l'aéroport de Blackpool et utilise l'indicatif Helimed 08. Cet appareil couvre généralement les comtés du nord du Lancashire et de la Cumbria.
- G-NWEM - basé à Barton et utilise l'indicatif Helimed 72. Cet appareil couvre généralement les comtés du sud du Cheshire, du Grand Manchester et du Merseyside.
- G-NWAE - basé à Barton, utilise l'indicatif Helimed 75.

Bien que les aéronefs aient leurs comtés attribués, ils traversent souvent les zones les uns des autres si les besoins opérationnels l'exigent.
En février 2018, un véhicule routier BMW X5 a été ajouté à la flotte. On lui a donné le nom d'«unité de réponse aux ambulances aériennes» (ou «RU» en abrégé). Il permet aux médecins et aux ambulanciers paramédicaux d'effectuer une partie de leur travail pendant les heures d'obscurité, de mauvais temps ou lorsqu'un appareil a besoin d'entretien.

## Opérations

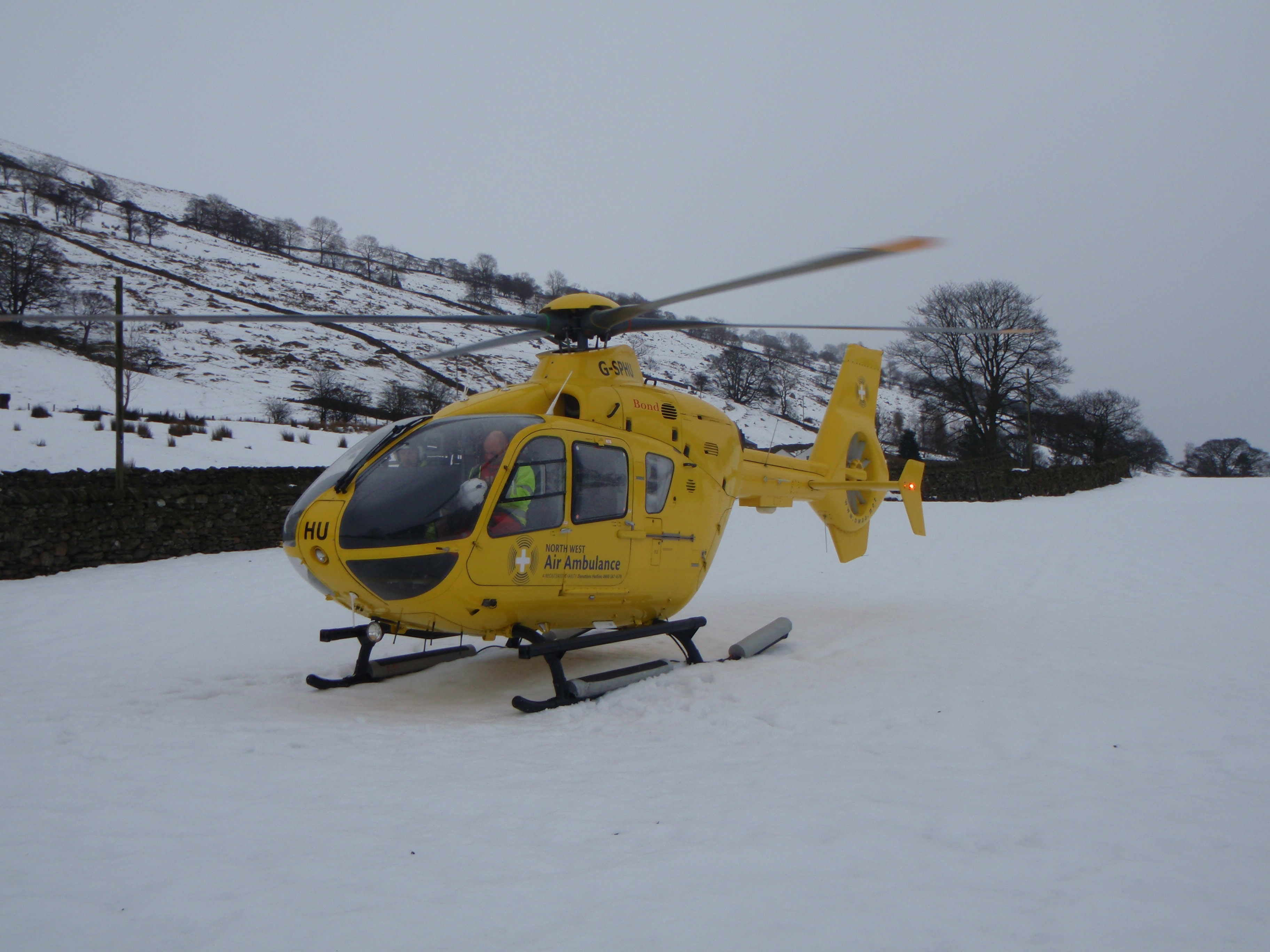
L'une des ambulances aériennes participant à un incident par temps de neige.

Les ambulanciers paramédicaux qui fournissent les soins aux patients sont détachés pour une durée de deux ans par le North West Ambulance Service (en). Les médecins sont largement formés dans des domaines tels que la sécurité des hélicoptères, la navigation et le droit de l'aviation ainsi que les procédures médicales avancées au-delà de celles effectuées par leurs collègues basés à terre.
En plus des ambulanciers paramédicaux, il y a toujours un médecin préhospitalier formé en médecine d'urgence sur un hélicoptère de la base de Manchester Barton.
Les pilotes, ainsi que les hélicoptères eux-mêmes, sont fournis par l'entrepreneur extérieur Babcock Mission Critical Services Onshore.
Le contrôle de l'appareil était, jusqu'à récemment, la responsabilité des répartiteurs médicaux d'urgence travaillant dans les salles de contrôle du North West Ambulance Service. Cependant, il y a maintenant un bureau central de l'aéronautique au centre de contrôle des ambulances à Broughton, qui priorise les demandes d'ambulance aérienne dans le but d'augmenter l'efficacité.